# Bergkirchener Kopf
Der Bergkirchener Kopf ist ein 255,4 m ü. NHN hoher Berg im Wiehengebirge im westfälischen Kreis Minden-Lübbecke.

## Lage
Der Berg liegt auf der Grenze der Gemeinde Hille zur Stadt Bad Oeynhausen, die hier im Zuge des Gebirgskammes verläuft. Der Gipfelpunkt selbst liegt auf dem Gebiet der Stadt Bad Oeynhausen.
Der Bergkirchener Kopf hat wie fast alle Berge im Wiehengebirge einen langgestreckten Kammgipfel (Egge) und ist von den westlich anschließenden Gipfeln nur durch Dören getrennt. Nördlich des Gipfels, zwischen dem Bergkirchener Kopf und dem (ehemaligen) Buchenberg, befindet sich ein Steinbruch (Kalksandstein).
700 Meter westlich des Berges befindet sich der Pass Wallücke. 600 Meter östlich liegt die namensgebende Ortschaft Bergkirchen. Der Nebengipfel des Bergkirchener Kopfes ist der nördlich liegende Buchenkopf (auch Buchenberg).

## Tourismus
Unweit südlich des Gipfels verlaufen der Wittekindsweg, der E11, der Mühlensteig, der Nikolausweg und der Rundwanderweg Rund um den Jordansprudel.